# 日本クラブユースサッカー選手権(U-15)大会
日本クラブユースサッカー選手権（U-15）大会（にほんクラブユースサッカーせんしゅけん（アンダー15）たいかい）は、日本サッカー協会と日本クラブユースサッカー連盟の共同主催により行われる、中学生年代（第3種登録チーム）のクラブチーム（Jリーグ、JFLなど社会人チームの傘下にあるジュニアユースチームも含む）で争う公式戦のタイトルである。
1986年に長野県で第1回大会が開かれた。1997年からは福島県のJヴィレッジが会場だったが、2011年からは東日本大震災の影響で北海道帯広市等で開催されていた。2024年の第39回大会から札幌市、小樽市、夕張市、栗山町での開催になった。

## 開催方式
※2013年度の大会を参考とした

### 出場枠
各地域の予選を勝ち抜いた48チーム（2013年大会より増枠）が出場。
- 北海道 2
- 東北 3
- 関東 13
- 北信越 4
- 東海 7

- 関西 8
- 中国 3
- 四国 2
- 九州 6

### 予選リーグ
- 48チームを4チームずつ12組に分けて1回戦総当り方式でリーグ戦を行い、各組第2位までの24チームと各組第3位の中から成績上位8チームの32チームが決勝トーナメントに進む。
- 試合は80分（40分ハーフ）。延長戦は行わない。
- 勝ち点は勝ち3、引き分け双方に1、負け0とし、同点の場合得失点差、総得点、当該チームの対戦成績、抽選により決定する。

### 決勝トーナメント
- 32チームのトーナメント戦で行われる。
- 試合は80分（40分ハーフ）。同点の場合20分（10分ハーフ）の延長戦（ゴールデンゴール方式ではない）、更に同点の場合はPK戦とする。
- 3位決定戦はしないので、準決勝敗戦2チームは自動的に3位となる。

## 結果
| 回 | 年度   | 優勝                                 | 結果                 | 準優勝                               | 3位                                                           | フェアプレー賞                                    |
| -- | ------ | ------------------------------------ | -------------------- | ------------------------------------ | ------------------------------------------------------------- | ------------------------------------------------- |
| 1  | 1986年 | 読売SC                               | -                    | 三菱養和サッカースクール             | 町田Jr.                                                       |                                                   |
| 2  | 1987年 | 兵庫FC                               | 1 - 0                | 神戸FCジュニアユース                 | 三菱養和サッカースクール                                      |                                                   |
| 3  | 1988年 | 読売サッカースクール                 | -                    | 町田Jr.                              | 日産FC                                                        |                                                   |
| 4  | 1989年 | 読売ジュニアユース                   | -                    | 町田Jr.                              | 三菱養和サッカースクール                                      |                                                   |
| 5  | 1990年 | 読売ジュニアユース                   | -                    | 日産追浜FC                           | 神戸FCジュニアユース                                          |                                                   |
| 6  | 1991年 | 読売SCジュニアユース                 | -                    | 日産追浜FC                           | 釜本フットボールクラブ 日産FC                                 |                                                   |
| 7  | 1992年 | 日産FC                               | -                    | 栄FC                                 | フジタSC枚方 市川カネヅカ                                     |                                                   |
| 8  | 1993年 | 横浜マリノスジュニアユース           | -                    | ジェフユナイテッド市原ジュニアユース | フジタSC枚方 横浜フリューゲルスジュニアユース                 |                                                   |
| 9  | 1994年 | 岐阜VAMOS                            | -                    | ジェフユナイテッド市原ジュニアユース | 横浜マリノスジュニアユース                                    |                                                   |
| 10 | 1995年 | 清水エスパルスジュニアユース         | -                    | 読売日本SCジュニアユース             | ジェフユナイテッド市原ジュニアユース                          |                                                   |
| 11 | 1996年 | 清水エスパルスジュニアユース         | -                    | 岐阜VAMOS                            | ジェフユナイテッド市原ジュニアユース                          |                                                   |
| 12 | 1997年 | 清水エスパルスジュニアユース         | -                    | 横浜マリノスジュニアユース           | 三菱養和SS 読売日本SCジュニアユース                           |                                                   |
| 13 | 1998年 | ジェフユナイテッド市原ジュニアユース | 3 - 1                | 清水エスパルスジュニアユース         | 読売日本SCジュニアユース ヴィッセル神戸ジュニアユース         |                                                   |
| 14 | 1999年 | 京都パープルサンガジュニアユース     | 3 - 2                | 清水エスパルスジュニアユース         | ガンバ大阪ジュニアユース ヴィッセル神戸ジュニアユース         |                                                   |
| 15 | 2000年 | 横浜F・マリノスジュニアユース        | 2 - 0                | 京都パープルサンガジュニアユース     | サンフレッチェ広島ジュニアユース 柏レイソルジュニアユース     |                                                   |
| 16 | 2001年 | 浦和レッズジュニアユース             | 3 - 1                | FC東京U-15                           | 鹿島アントラーズジュニアユース 柏レイソルユース               |                                                   |
| 17 | 2002年 | 柏レイソルジュニアユース             | 0 - 0 aet (PK 5 - 4) | ヴェルディジュニアユース             | 図南サッカークラブ FC東京U-15                                 |                                                   |
| 18 | 2003年 | FC東京U-15                           | 1 - 0                | ジェフ市原ジュニアユース舞浜         | 清水エスパルスジュニアユース サンフレッチェ広島ジュニアユース |                                                   |
| 19 | 2004年 | ヴェルディジュニアユース             | 1 - 0                | ガンバ大阪ジュニアユース             | 名古屋グランパスエイトU-15 横浜F・マリノスジュニアユース      |                                                   |
| 20 | 2005年 | 浦和レッズジュニアユース             | 3 - 0                | 横浜F・マリノスジュニアユース        | ヴェルディジュニアユース ヴィッセル神戸ジュニアユース         |                                                   |
| 21 | 2006年 | 横浜F・マリノスジュニアユース追浜    | 4 - 3 aet            | 清水エスパルスジュニアユース         | 柏レイソルユースU-15 浦和レッズジュニアユース                 |                                                   |
| 22 | 2007年 | 京都サンガF.C.U-15                   | 1 - 0 aet            | 東京ヴェルディ1969ジュニアユース     | 清水エスパルスジュニアユース 柏レイソルU-15                   |                                                   |
| 23 | 2008年 | 名古屋グランパスU-15                 | 1 - 0                | ガンバ大阪ジュニアユース             | 横浜F・マリノスジュニアユース追浜 浦和レッズジュニアユース    |                                                   |
| 24 | 2009年 | ヴィッセル神戸ジュニアユース         | 3 - 1                | 京都サンガF.C.U-15                   | 名古屋グランパスU-15 ACNジュビロ沼津                          |                                                   |
| 25 | 2010年 | 清水エスパルスジュニアユース         | 3 - 2                | ジュビロ磐田ジュニアユース           | 浦和レッズジュニアユース サンフレッチェ広島ジュニアユース     |                                                   |
| 26 | 2011年 | 清水エスパルスジュニアユース         | 5 - 2                | ガンバ大阪ジュニアユース             | 京都サンガF.C.U-15 ヴィッセル神戸U-15                         |                                                   |
| 27 | 2012年 | ガンバ大阪ジュニアユース             | 2 - 0                | ヴィッセル神戸U-15                   | アルビレックス新潟ジュニアユース 清水エスパルスジュニアユース |                                                   |
| 28 | 2013年 | 横浜F・マリノスジュニアユース        | 2 - 0                | FC東京U-15深川                       | 京都サンガF.C.U-15 ガンバ大阪ジュニアユース                   |                                                   |
| 29 | 2014年 | 鹿島アントラーズジュニアユース       | 2 - 1                | 清水エスパルスジュニアユース         | 名古屋グランパスU-15 サンフレッチェ広島ジュニアユース         |                                                   |
| 30 | 2015年 | 横浜F・マリノスジュニアユース        | 3 - 0                | FC東京U-15むさし                     | 京都サンガF.C.U-15 ガンバ大阪ジュニアユース                   | ガンバ大阪ジュニアユース                          |
| 31 | 2016年 | 清水エスパルスジュニアユース         | 2 - 0                | JFAアカデミー福島U-15                | 三菱養和SC巣鴨ジュニアユース 北海道コンサドーレ札幌U-15       | 清水エスパルスジュニアユース                      |
| 32 | 2017年 | サガン鳥栖U-15                       | 2 - 1                | 柏レイソルU-15                       | 浦和レッズジュニアユース 清水エスパルスジュニアユース         | 浦和レッズジュニアユース                          |
| 33 | 2018年 | サンフレッチェ広島ジュニアユース     | 3 - 2                | セレッソ大阪U-15                     | 横浜F・マリノスジュニアユース 北海道コンサドーレ札幌U-15      | サンフレッチェ広島ジュニアユース                  |
| 34 | 2019年 | サガン鳥栖U-15                       | 1 - 0                | セレッソ大阪U-15                     | 横浜F・マリノスジュニアユース FC東京U-15むさし                | 横浜F・マリノスジュニアユース                     |
| 35 | 2020年 | 開催中止                             | 開催中止             | 開催中止                             | 開催中止                                                      | 開催中止                                          |
| 36 | 2021年 | FC東京U-15むさし                     | 0 - 0 aet (PK 5 - 4) | サガン鳥栖U-15                       | 名古屋グランパスU-15 東京ヴェルディジュニアユース             | 名古屋グランパスU-15 東京ヴェルディジュニアユース |
| 37 | 2022年 | セレッソ大阪U-15                     | 3 - 1                | 横浜FCジュニアユース                 | ヴィッセル神戸U-15 サガン鳥栖U-15                             | ヴィッセル神戸U-15                                |
| 38 | 2023年 | FC多摩ジュニアユース                 | 2 - 1                | ソレッソ熊本                         | 川崎フロンターレU-15生田 鹿島アントラーズジュニアユース       | 鹿島アントラーズジュニアユース                    |
| 39 | 2024年 | 川崎フロンターレU-15生田             | 4 - 1                | FC岐阜U-15                           | FC東京U-15むさし 横河武蔵野FC U-15                            | FC東京U-15むさし                                  |

## チーム別成績
| チーム名                          | 優 | 準 | 優勝年度                      | 準優勝年度          |
| --------------------------------- | -- | -- | ----------------------------- | ------------------- |
| 清水エスパルスジュニアユース      | 6  | 4  | 1995,1996,1997,2010,2011,2016 | 1998,1999,2006,2014 |
| 東京ヴェルディジュニアユース      | 6  | 3  | 1986,1988,1989,1990,1991,2004 | 1995,2002,2007      |
| 横浜F・マリノスジュニアユース     | 5  | 2  | 1992,1993,2000,2013,2015      | 1997,2005           |
| 京都サンガF.C.U-15                | 2  | 2  | 1999,2007                     | 2000,2009           |
| サガン鳥栖U-15                    | 2  | 1  | 2017,2019                     | 2021                |
| 浦和レッズジュニアユース          | 2  | 0  | 2001,2005                     |                     |
| ガンバ大阪ジュニアユース          | 1  | 3  | 2012                          | 2004,2008,2011      |
| 横浜F・マリノスジュニアユース追浜 | 1  | 2  | 2006                          | 1990,1991           |
| ジェフユナイテッド千葉U-15        | 1  | 2  | 1998                          | 1993,1994           |
| ヴィッセル神戸U-15                | 1  | 2  | 2009                          | 1987,2012           |
| FC東京U-15深川                    | 1  | 2  | 2003                          | 2001,2013           |
| セレッソ大阪U-15                  | 1  | 2  | 2022                          | 2018,2019           |
| 岐阜VAMOS                         | 1  | 1  | 1994                          | 1996                |
| 柏レイソルU-15                    | 1  | 1  | 2002                          | 2017                |
| FC東京U-15むさし                  | 1  | 1  | 2021                          | 2015                |
| 兵庫FC                            | 1  | 0  | 1987                          |                     |
| 名古屋グランパスU-15              | 1  | 0  | 2008                          |                     |
| 鹿島アントラーズジュニアユース    | 1  | 0  | 2014                          |                     |
| サンフレッチェ広島ジュニアユース  | 1  | 0  | 2018                          |                     |
| FC多摩                            | 1  | 0  | 2023                          |                     |
| 川崎フロンターレU-15生田          | 1  | 0  | 2024                          |                     |
| FC町田ゼルビアジュニアユース      | 0  | 2  |                               | 1988,1989           |
| 三菱養和サッカースクール          | 0  | 1  |                               | 1986                |
| 横浜栄FC                          | 0  | 1  |                               | 1992                |
| ジェフユナイテッド千葉U-15舞浜    | 0  | 1  |                               | 2003                |
| ジュビロ磐田ジュニアユース        | 0  | 1  |                               | 2010                |
| JFAアカデミー福島U-15             | 0  | 1  |                               | 2016                |
| 横浜FCジュニアユース              | 0  | 1  |                               | 2022                |
| ソレッソ熊本                      | 0  | 1  |                               | 2023                |
| FC岐阜U-15                        | 0  | 1  |                               | 2024                |

## 個人賞
| 回 | 年度   | MVP                                           | MIP                                        | 得点王 |
| -- | ------ | --------------------------------------------- | ------------------------------------------ | --- |
| 16 | 2001年 | 中村祐也 (浦和レッズジュニアユース)           | 林佑樹 (FC東京U-15)                        | |
| 17 | 2002年 |                                               |                                            | |
| 18 | 2003年 | 森村昂太（FC東京U-15）                        | 河上徹（ジェフ市原ジュニアユース舞浜）     | |
| 19 | 2004年 | 高木駿（ヴェルディジュニアユース）            | 安田晃大（ガンバ大阪ジュニアユース）       | |
| 20 | 2005年 | 田仲智紀（浦和レッズジュニアユース）          | 齋藤学（横浜F・マリノスジュニアユース）    | 齋藤学（横浜F・マリノスジュニアユース）                                                                                               |
| 21 | 2006年 | 中田航平（横浜F・マリノスジュニアユース追浜） | 畑直樹（清水エスパルスジュニアユース）     | 宇佐美貴史（ガンバ大阪ジュニアユース）                                                                                                |
| 22 | 2007年 | 宮吉拓実（京都サンガジュニアユース）          | 渋谷亮（東京ヴェルディ1969ジュニアユース） | 宮吉拓実（京都サンガジュニアユース）                                                                                                  |
| 23 | 2008年 | 高原幹（名古屋グランパスU-15）                | 小谷光毅（ガンバ大阪ジュニアユース）       | 小谷光毅（ガンバ大阪ジュニアユース）                                                                                                  |
| 24 | 2009年 | 岩波拓也（ヴィッセル神戸ジュニアユース）      | 森口亮（京都サンガF.C.U-15）               | 南野拓実（セレッソ大阪U-15） |
| 25 | 2010年 | 鈴木聖矢（清水エスパルスジュニアユース）      | 中野誠也（ジュビロ磐田ジュニアユース）     | 國分将（コンサドーレ札幌U-15） 武颯（横浜F・マリノスジュニアユース追浜） 海野智貴（清水エスパルスジュニアユース）                     |
| 26 | 2011年 | 北川航也（清水エスパルスジュニアユース）      | 高木彰人（ガンバ大阪ジュニアユース）       | 北川航也（清水エスパルスジュニアユース）                                                                                              |
| 27 | 2012年 | 高木彰人（ガンバ大阪ジュニアユース）          | 松原啓介（ヴィッセル神戸U-15）             | 宮森祐希（ガンバ大阪ジュニアユース）                                                                                                  |
| 28 | 2013年 | 西田優太（横浜F・マリノスジュニアユース）     | 廣末陸（FC東京U-15深川）                   | 中村駿太（柏レイソルU-15） 小西雄大（ガンバ大阪ジュニアユース）                                                                       |
| 29 | 2014年 | 沖悠哉（鹿島アントラーズジュニアユース）      | 吉田峻（清水エスパルスジュニアユース）     | 鈴木魁人（清水エスパルスジュニアユース）                                                                                              |
| 30 | 2015年 | 中丸流佳（横浜F・マリノスジュニアユース）     | 竹浪良威（FC東京U-15むさし）               | 棚橋尭士（横浜F・マリノスジュニアユース）                                                                                             |
| 31 | 2016年 | 青島太一（清水エスパルスジュニアユース）      | 廣岡睦樹（JFAアカデミー福島U15）           | 宮城天（川崎フロンターレU-15） |
| 32 | 2017年 | 佐藤聡史 （サガン鳥栖U-15）                   | 田村蒼生（柏レイソルU-15）                 | 田中禅（サガン鳥栖U-15） 佐藤聡史（サガン鳥栖U-15） 堀井真海（浦和レッズジュニアユース） 津久井匠海（クマガヤサッカースポーツクラブ） |
| 33 | 2018年 | 棚田遼 （サンフレッチェ広島ジュニアユース）   | 西村昴（セレッソ大阪U-15）                 | 水谷優佑（千里丘FC） |
| 34 | 2019年 | 鬼木健太 （サガン鳥栖U-15）                   | 藤田崇弘（セレッソ大阪U-15）               | 池田怜央（MIOびわこ滋賀U-15） |
| 35 | 2020年 | -                                             | -                                          | - |
| 36 | 2021年 | 小林脩晃 （FC東京U-15むさし）                 | 山﨑遥稀（サガン鳥栖U-15）                 | 増田陽太（FC多摩） 山﨑遥稀（サガン鳥栖U-15）                                                                                         |
| 37 | 2022年 | 上山泰智 （セレッソ大阪U-15）                 | 前田勘太朗 （横浜FCジュニアユース）        | 渡辺隼人 （ヴィッセル神戸U-15） |
| 38 | 2023年 | 吉田湊海 （ＦＣ多摩ジュニアユース）           | 菊山璃皇 （ソレッソ熊本）                  | 吉田湊海 （ＦＣ多摩ジュニアユース）                                                                                                   |
| 39 | 2024年 | 十河晟央（川崎フロンターレU-15生田）          | 高田憲慎 （FC岐阜）                        | 十河晟央（川崎フロンターレU-15生田） 永添功樹（セレッソ大阪U-15）                                                                     |

## デベロップカップ
日本クラブユースサッカー選手権 (U-15)大会に出場できなかったチームが参加し、2010年より同大会とほぼ同時期にJヴィレッジで開催されることになった。同大会のMVPとMIPは下記のクラブユース東西対抗戦に出場する。
2012年大会の地域別参加チームは以下の通りである。
- 北海道 1
- 東北 1
- 関東 3
- 北信越 2
- 東海 2

- 関西 2
- 中国 2
- 四国 1
- 九州 2

以上16チーム

### 結果
| 回 | 年度   | 優勝                           | 結果  | 準優勝                     |
| -- | ------ | ------------------------------ | ----- | -------------------------- |
| 1  | 2010年 | ジェフ千葉U-15                 | 4 - 2 | ロアッソ熊本ジュニアユース |
| 2  | 2011年 | ヴァンフォーレ甲府U-15         | 4 - 1 | 宇治FCジュニアユース       |
| 3  | 2012年 | クマガヤサッカースポーツクラブ | 6 - 0 | レオーネ山口U-15           |
| 4  | 2013年 | 横浜FCジュニアユース           | 6 - 2 | カターレ富山U-15           |

### 個人賞
| 年度   | MVP                                          | MIP                                          | 得点王                                       |
| ------ | -------------------------------------------- | -------------------------------------------- | -------------------------------------------- |
| 2010年 | 新堀真也（ジェフユナイテッド千葉U-15）       | 嶋田慎太郎（ロアッソ熊本ジュニアユース）     | 新堀真也（ジェフユナイテッド千葉U-15）       |
| 2011年 | 遠山拓民（ヴァンフォーレ甲府U-15）           | 千葉涼介（宇治FCジュニアユース）             | 遠山拓民（ヴァンフォーレ甲府U-15）           |
| 2012年 | 加藤睦次樹（クマガヤサッカースポーツクラブ） | 庄司朋乃也（クマガヤサッカースポーツクラブ） | 加藤睦次樹（クマガヤサッカースポーツクラブ） |
| 2013年 | 服部剛（横浜FCジュニアユース）               | 松岡大智（カターレ富山U-15）                 | 松岡大智（カターレ富山U-15）                 |

## メニコンカップ クラブユース東西対抗戦
当大会期間中、クラブユース連盟の技術委員会による審査を行い、優秀選手には毎年9月に名古屋市瑞穂公園ラグビー場（2015年より「パロマ瑞穂ラグビー場」、また2024年から改修工事のためマルヤス岡崎龍北スタジアムに変更）で開かれるメニコンカップ・日本クラブユースサッカー東西対抗戦の出場メンバーとして推薦される。これは当大会の第10回記念大会を記念して1995年から毎年開いている。

### 試合方式
- 全国を東西に分けての対抗戦。

東軍：北海道、東北、関東、北信越
西軍：東海、関西、中国、四国、九州
- 40分ハーフで同点の場合延長戦はなしでPK戦で勝敗を決める。

### 結果
太字は勝利チームを表す
| 年度 | スコア                  | 最優秀選手 | 敢闘賞                     |
| ---- | ----------------------- | ---------- | -------------------------- |
| 1995 | 東軍 3-3（PK4-5） 西軍  | 市川大祐   | 長沼良太、中村元           |
| 1996 | 東軍 1-1（PK4-2） 西軍  | 阿部勇樹   | 塙豊満、森一紘             |
| 1997 | 東軍 1-1（PK2-4） 西軍  | 鈴木隼人   | 金子勇樹、佐野裕也         |
| 1998 | 東軍 3-3（PK5-6） 西軍  | 深沢良輔   | 浅野大地、山岸智           |
| 1999 | 東軍 2-0 西軍           | 大沢朋也   | 高沢尚利、小川久範         |
| 2000 | 東軍 3-2 西軍           | 菅沼実     | 江口正輝                   |
| 2001 | 東軍 0-1 西軍           | 家長昭博   | 青山直晃、山本拓弥         |
| 2002 | 東軍 3-2 西軍           | 中台晶大   | 弦巻健人、安田理大         |
| 2003 | 東軍 3-3（PK4-3） 西軍  | 小谷野顕治 | 伊藤大地、中野遼太郎       |
| 2004 | 東軍 1-3 西軍           | 原田開     | 岡田翔太、安田晃大         |
| 2005 | 東軍 6-0 西軍           | 齋藤学     | 山田直輝、端戸仁           |
| 2006 | 東軍 2-1 西軍           | 小野悠斗   | 泉澤仁、宇佐美貴史         |
| 2007 | 東軍 0-2 西軍           | 望月聖矢   | 小林祐希、原口拓人         |
| 2008 | 東軍 3-1 西軍           | 梶野勇太   | 柏瀬暁                     |
| 2009 | 東軍 2-0 西軍           | 木下康介   | 宇佐見康介、石毛秀樹       |
| 2010 | 東軍 2-3 西軍           | 石川大貴   | 川上盛司、北川航也         |
| 2011 | 東軍 1-4 西軍           | 井手口陽介 | 山崎拓海、望月大           |
| 2012 | 東軍 1-1（PK2-4） 西軍  | 市丸瑞希   | 山崎海秀、加藤大智         |
| 2013 | 東軍 3 - 1 西軍         | 佐多秀哉   | 関海斗、堂安律             |
| 2014 | 東軍 2 - 3 西軍         | 川村拓夢   | 金亮也、シマブク・カズヨシ |
| 2015 | 東軍 2 - 3 西軍         | 奥野耕平   | 榊原彗悟、本間至恩         |
| 2016 | 東軍 3 - 5 西軍         | 川本梨誉   | 食野壮磨、細谷真大         |
| 2017 | 東軍 1 - 5 西軍         | 小川雄一郎 | 唐山翔自、谷口大晟         |
| 2018 | 東軍 3 - 1 西軍         | 山根陸     | 真家英嵩、中村仁郎         |
| 2019 | 東軍 1 - 4 西軍         | 池田怜央   | 渡部一歴、大屋瑛音         |
| 2020 | 中止                    |            |                            |
| 2021 | 中止                    |            |                            |
| 2022 | 東軍 2 - 2 (PK6-7) 西軍 | 八色真人   | 前田勘太朗、小野田亮汰     |
| 2023 | 東軍 4 - 2 西軍         | 吉田湊海   | 奥田悠真、土井口立         |
| 2024 | 東軍 5 - 4 西軍         | 川村求     | 相馬陸人、岡颯介           |

### 注記
1. ↑  ハーフタイム、雷のため後半開始を遅らせたが、天候回復が見込めないため、前半終了時点で試合成立[4]